# Clarksdale (Mississippi)
Pour les articles homonymes, voir Clarksdale.
La ville américaine de Clarksdale est le siège du comté de Coahoma, dans l'État du Mississippi. Clarksdale est traversée par la rivière Sunflower, et coupée en deux par une voie de chemin de fer. Elle se trouve à la croisée des routes 49 et 61.
Clarksdale a été une véritable pépinière de musiciens ; c'est en effet la ville natale de Willie Brown, Son House, Bukka White, Eddie Boyd, John Lee Hooker, Earl Hooker, Jackie Brenston, Sam Cooke, Ike Turner, Junior Parker, Johnny B. Moore, Nate Dogg et Rick Ross.
- Muddy Waters a vécu à Clarksdale jusqu'en 1943.
- Parmi les musiciens les plus actifs à Clarksdale, citons : Charley Patton, Big Jack Johnson, John Weston, Sam Carr (en), Super Chikan (James Johnson), Robert Walker (en) et Christone "Kingfish" Ingram. La légende raconte que c'est là que Robert Johnson aurait vendu son âme au diable.

La ville est considérée comme une des villes clés du Delta blues. On y trouve le Delta Blues Museum.

## Démographie
| Groupe      | Jackson | Mississippi | États-Unis |
| ----------- | ------- | ----------- | ---------- |
| Noirs       | 79,0    | 37,0        | 12,6       |
| Blancs      | 19,5    | 59,1        | 72,4       |
| Asiatiques  | 0,6     | 0,9         | 4,8        |
| Métis       | 0,5     | 1,2         | 2,9        |
| Autres      | 0,4     | 1,8         | 7,3        |
| Total       | 100     | 100         | 100        |
|             |         |             |            |
| Hispaniques | 0,9     | 2,8         | 16,7       |

Selon l’American Community Survey, pour la période 2011-2015, 98,35 % de la population âgée de plus de 5 ans déclare parler l'anglais à la maison, 0,65 % déclare parler une langue chinoise, 0,64 % l'arabe, 0,30 % l'espagnol et 0,05 % une autre langue.

## Transports
Clarksdale possède un aéroport (Fletcher Field, code AITA : CKM).